# Horace T. Cahill
Horace Tracy Cahill (* 12. Dezember 1894 in New York City; † 21. August 1976 in Norfolk, Massachusetts) war ein US-amerikanischer Politiker. Zwischen 1939 und 1945 war er Vizegouverneur des Bundesstaates Massachusetts.

## Werdegang
Die Quellenlage über Horace Cahill ist sehr schlecht. Während des Ersten Weltkrieges diente er in der United States Army. Er muss Jura studiert haben, weil er später als Richter arbeitete. Ob er auch als Rechtsanwalt praktizierte, ist nicht überliefert. Politisch schloss er sich der Republikanischen Partei an. Im Jahr 1928 saß er als Abgeordneter im Repräsentantenhaus von Massachusetts. Zwischen 1937 und 1939 gehörte er erneut dieser Parlamentskammer an, deren Speaker er damals war.
1938 wurde Cahill an der Seite von Leverett Saltonstall zum Vizegouverneur von Massachusetts gewählt. Dieses Amt bekleidete er zwischen 1939 und 1945. Dabei war er Stellvertreter des Gouverneurs. Im Jahr 1944 kandidierte er erfolglos für das Amt des Gouverneurs. Zwischen 1947 und 1973 war er Richter am Massachusetts Superior Court. Er war unter anderem Mitglied der Veteranenvereinigung American Legion und der Freimaurer.